# Historial de la Primera División de Francia

## Historial de los campeonatos
La siguiente es la lista de campeonatos obtenidos durante la era amateur y descentralizada y la era profesional que comienza en 1933.

### Eraamateur
Nota: Nombres y banderas de los equipos según la época.
| Temporada                                         | Campeón                                                              | Subcampeón                                                           | Tercero                                                              | Notas                                                                |
| Campeonato de Francia de Fútbol de la USFSA       | Campeonato de Francia de Fútbol de la USFSA                          | Campeonato de Francia de Fútbol de la USFSA                          | Campeonato de Francia de Fútbol de la USFSA                          | Campeonato de Francia de Fútbol de la USFSA                          |
| ------------------------------------------------- | -------------------------------------------------------------------- | -------------------------------------------------------------------- | -------------------------------------------------------------------- | -------------------------------------------------------------------- |
| 1894                                              | Standard A. C.                                                       | White Rovers                                                         | —                                                                    |                                                                      |
| 1895                                              | Standard A. C.                                                       | White Rovers                                                         | —                                                                    |                                                                      |
| 1896                                              | Club Français                                                        | White Rovers                                                         | Standard A. C.                                                       | Sistema de liga                                                      |
| 1896-97                                           | Standard A. C.                                                       | White Rovers                                                         | Club Français                                                        | Sistema de liga                                                      |
| 1897-98                                           | Standard A. C.                                                       | Club Français                                                        | United S. C.                                                         | Sistema de liga                                                      |
| 1898-99                                           | Le Havre A. C.                                                       | Club Français                                                        | I. C. Lillois                                                        | Campeón por incomparecencia del rival                                |
| 1899-00                                           | Le Havre A. C.                                                       | Club Français                                                        | U. S. Tourcoing                                                      |                                                                      |
| 1900-01                                           | Standard A. C.                                                       | Le Havre A. C.                                                       | I. C. Lillois                                                        |                                                                      |
| 1901-02                                           | R. C. Roubaix                                                        | R. C. France                                                         | —                                                                    |                                                                      |
| 1902-03                                           | R. C. Roubaix                                                        | R. C. France                                                         | —                                                                    |                                                                      |
| 1903-04                                           | R. C. Roubaix                                                        | United S. C.                                                         | —                                                                    |                                                                      |
| 1904-05                                           | Gallia Paris                                                         | R. C. Roubaix                                                        | —                                                                    |                                                                      |
| 1905-06                                           | R. C. Roubaix                                                        | C. A. Paris                                                          | —                                                                    |                                                                      |
| 1906-07                                           | R. C. France                                                         | R. C. Roubaix                                                        | —                                                                    |                                                                      |
| 1907-08                                           | R. C. Roubaix                                                        | R. C. France                                                         | —                                                                    |                                                                      |
| 1908-09                                           | S. H. Marseille                                                      | C. A. Paris                                                          | —                                                                    |                                                                      |
| 1909-10                                           | U. S. Tourcoing                                                      | S. H. Marseille                                                      | —                                                                    |                                                                      |
| 1910-11                                           | S. H. Marseille                                                      | R. C. France                                                         | —                                                                    |                                                                      |
| 1911-12                                           | Stade Raphaëlois                                                     | A. S. Française                                                      | —                                                                    |                                                                      |
| 1912-13                                           | S. H. Marseille                                                      | F. C. Rouen                                                          | —                                                                    |                                                                      |
| 1913-14                                           | Olympique Lillois                                                    | Olympique Cettois                                                    | —                                                                    |                                                                      |
| 1914-15                                           | No disputado por la Primera Guerra Mundial                           | No disputado por la Primera Guerra Mundial                           | No disputado por la Primera Guerra Mundial                           | No disputado por la Primera Guerra Mundial                           |
| 1915-16                                           | No disputado por la Primera Guerra Mundial                           | No disputado por la Primera Guerra Mundial                           | No disputado por la Primera Guerra Mundial                           | No disputado por la Primera Guerra Mundial                           |
| 1916-17                                           | No disputado por la Primera Guerra Mundial                           | No disputado por la Primera Guerra Mundial                           | No disputado por la Primera Guerra Mundial                           | No disputado por la Primera Guerra Mundial                           |
| 1917-18                                           | No disputado por la Primera Guerra Mundial                           | No disputado por la Primera Guerra Mundial                           | No disputado por la Primera Guerra Mundial                           | No disputado por la Primera Guerra Mundial                           |
| 1918-19                                           | Le Havre A. C.                                                       | Olympique de Marseille                                               | —                                                                    |                                                                      |
| 1919-20                                           | Cese de la competición en detrimento de la Coupe de France           | Cese de la competición en detrimento de la Coupe de France           | Cese de la competición en detrimento de la Coupe de France           | Cese de la competición en detrimento de la Coupe de France           |
| 1920-21                                           | Cese de la competición en detrimento de la Coupe de France           | Cese de la competición en detrimento de la Coupe de France           | Cese de la competición en detrimento de la Coupe de France           | Cese de la competición en detrimento de la Coupe de France           |
| 1921-22                                           | Cese de la competición en detrimento de la Coupe de France           | Cese de la competición en detrimento de la Coupe de France           | Cese de la competición en detrimento de la Coupe de France           | Cese de la competición en detrimento de la Coupe de France           |
| 1922-23                                           | Cese de la competición en detrimento de la Coupe de France           | Cese de la competición en detrimento de la Coupe de France           | Cese de la competición en detrimento de la Coupe de France           | Cese de la competición en detrimento de la Coupe de France           |
| 1923-24                                           | Cese de la competición en detrimento de la Coupe de France           | Cese de la competición en detrimento de la Coupe de France           | Cese de la competición en detrimento de la Coupe de France           | Cese de la competición en detrimento de la Coupe de France           |
| 1924-25                                           | Cese de la competición en detrimento de la Coupe de France           | Cese de la competición en detrimento de la Coupe de France           | Cese de la competición en detrimento de la Coupe de France           | Cese de la competición en detrimento de la Coupe de France           |
| 1925-26                                           | Cese de la competición en detrimento de la Coupe de France           | Cese de la competición en detrimento de la Coupe de France           | Cese de la competición en detrimento de la Coupe de France           | Cese de la competición en detrimento de la Coupe de France           |
| Campeonato de Francia de Fútbol Amateur de la FFF |                                                                      |                                                                      |                                                                      |                                                                      |
| 1926-27                                           | C. A. Paris                                                          | Amiens A. C.                                                         | Olympique de Marseille                                               | La FFF retoma la competición bajo sistema de liga                    |
| 1927-28                                           | Stade Français                                                       | U. S. Tourcoing                                                      | —                                                                    | Sistema de eliminatorias                                             |
| 1928-29                                           | Olympique de Marseille                                               | Club Français                                                        | —                                                                    | Sistema de eliminatorias                                             |
| 1929-30                                           | No disputado por el proceso de profesionalización del fútbol francés | No disputado por el proceso de profesionalización del fútbol francés | No disputado por el proceso de profesionalización del fútbol francés | No disputado por el proceso de profesionalización del fútbol francés |
| 1930-31                                           | No disputado por el proceso de profesionalización del fútbol francés | No disputado por el proceso de profesionalización del fútbol francés | No disputado por el proceso de profesionalización del fútbol francés | No disputado por el proceso de profesionalización del fútbol francés |
| 1931-32                                           | No disputado por el proceso de profesionalización del fútbol francés | No disputado por el proceso de profesionalización del fútbol francés | No disputado por el proceso de profesionalización del fútbol francés | No disputado por el proceso de profesionalización del fútbol francés |

### Era profesional
Nota: Nombres y banderas de los equipos según la época.
| Temporada                                                      | Campeón                                                        | Subcampeón                                                     | Tercero                                                        | Notas                                                                   |
| Campeonato de Francia de Fútbol Profesional Division Nationale | Campeonato de Francia de Fútbol Profesional Division Nationale | Campeonato de Francia de Fútbol Profesional Division Nationale | Campeonato de Francia de Fútbol Profesional Division Nationale | Campeonato de Francia de Fútbol Profesional Division Nationale          |
| -------------------------------------------------------------- | -------------------------------------------------------------- | -------------------------------------------------------------- | -------------------------------------------------------------- | ----------------------------------------------------------------------- |
| 1932-33                                                        | Olympique Lillois                                              | A. S. Cannes Football                                          | —                                                              | Sistema de grupos con partido final.                                    |
| 1933-34                                                        | F. C. Sète                                                     | S. C. Fivois                                                   | Olympique de Marseille                                         |                                                                         |
| 1934-35                                                        | F. C. Sochaux-Montbéliard                                      | R. S. Strassburg                                               | R. C. Paris                                                    |                                                                         |
| 1935-36                                                        | R. C. Paris                                                    | Lille O. S. C.                                                 | R. S. Strassburg                                               |                                                                         |
| 1936-37                                                        | Olympique de Marseille                                         | F. C. Sochaux-Montbéliard                                      | R. C. Paris                                                    |                                                                         |
| 1937-38                                                        | F. C. Sochaux-Montbéliard                                      | Olympique de Marseille                                         | F. C. Sète                                                     |                                                                         |
| 1938-39                                                        | F. C. Sète                                                     | Olympique de Marseille                                         | R. C. Paris                                                    |                                                                         |
| 1939-40                                                        | No disputado por la Segunda Guerra Mundial                     | No disputado por la Segunda Guerra Mundial                     | No disputado por la Segunda Guerra Mundial                     | No disputado por la Segunda Guerra Mundial                              |
| 1940-41                                                        | No disputado por la Segunda Guerra Mundial                     | No disputado por la Segunda Guerra Mundial                     | No disputado por la Segunda Guerra Mundial                     | No disputado por la Segunda Guerra Mundial                              |
| 1941-42                                                        | No disputado por la Segunda Guerra Mundial                     | No disputado por la Segunda Guerra Mundial                     | No disputado por la Segunda Guerra Mundial                     | No disputado por la Segunda Guerra Mundial                              |
| 1942-43                                                        | No disputado por la Segunda Guerra Mundial                     | No disputado por la Segunda Guerra Mundial                     | No disputado por la Segunda Guerra Mundial                     | No disputado por la Segunda Guerra Mundial                              |
| 1943-44                                                        | No disputado por la Segunda Guerra Mundial                     | No disputado por la Segunda Guerra Mundial                     | No disputado por la Segunda Guerra Mundial                     | No disputado por la Segunda Guerra Mundial                              |
| 1944-45                                                        | No disputado por la Segunda Guerra Mundial                     | No disputado por la Segunda Guerra Mundial                     | No disputado por la Segunda Guerra Mundial                     | No disputado por la Segunda Guerra Mundial                              |
| 1945-46                                                        | Lille O. S. C.                                                 | A. S. Saint-Étienne                                            | C. O. Roubaix-Tourcoing                                        |                                                                         |
| 1946-47                                                        | C. O. Roubaix-Tourcoing                                        | Stade de Reims                                                 | R. S. Strassburg                                               |                                                                         |
| 1947-48                                                        | Olympique de Marseille                                         | Lille O. S. C.                                                 | Stade de Reims                                                 |                                                                         |
| 1948-49                                                        | Stade de Reims                                                 | Lille O. S. C.                                                 | Olympique de Marseille                                         |                                                                         |
| 1949-50                                                        | F. C. Girondins de Bordeaux                                    | Lille O. S. C.                                                 | Stade de Reims                                                 |                                                                         |
| 1950-51                                                        | O. G. C. Nice                                                  | Lille O. S. C.                                                 | Le Havre A. C.                                                 |                                                                         |
| 1951-52                                                        | O. G. C. Nice                                                  | F. C. Girondins de Bordeaux                                    | Lille O. S. C.                                                 |                                                                         |
| 1952-53                                                        | Stade de Reims                                                 | F. C. Sochaux-Montbéliard                                      | F. C. Girondins de Bordeaux                                    |                                                                         |
| 1953-54                                                        | Lille O. S. C.                                                 | Stade de Reims                                                 | F. C. Girondins de Bordeaux                                    |                                                                         |
| 1954-55                                                        | Stade de Reims                                                 | Toulouse F. C.                                                 | R. C. Lens                                                     |                                                                         |
| 1955-56                                                        | O. G. C. Nice                                                  | R. C. Lens                                                     | A. S. Monaco F. C.                                             |                                                                         |
| 1956-57                                                        | A. S. Saint-Étienne                                            | R. C. Lens                                                     | Stade de Reims                                                 |                                                                         |
| 1957-58                                                        | Stade de Reims                                                 | Nîmes O. F. C.                                                 | A. S. Monaco F. C.                                             |                                                                         |
| 1958-59                                                        | O. G. C. Nice                                                  | Nîmes O. F. C.                                                 | R. C. Paris                                                    |                                                                         |
| 1959-60                                                        | Stade de Reims                                                 | Nîmes O. F. C.                                                 | R. C. Paris                                                    |                                                                         |
| 1960-61                                                        | A. S. Monaco F. C.                                             | R. C. Paris                                                    | Stade de Reims                                                 |                                                                         |
| 1961-62                                                        | Stade de Reims                                                 | R. C. Paris                                                    | Nîmes O. F. C.                                                 |                                                                         |
| 1962-63                                                        | A. S. Monaco F. C.                                             | Stade de Reims                                                 | U. A. Sedan Torcy                                              |                                                                         |
| 1963-64                                                        | A. S. Saint-Étienne                                            | A. S. Monaco F. C.                                             | R. C. Lens                                                     |                                                                         |
| 1964-65                                                        | F. C. Nantes                                                   | F. C. Girondins de Bordeaux                                    | Valenciennes F. C.                                             |                                                                         |
| 1965-66                                                        | F. C. Nantes                                                   | F. C. Girondins de Bordeaux                                    | Valenciennes F. C.                                             |                                                                         |
| 1966-67                                                        | A. S. Saint-Étienne                                            | F. C. Nantes                                                   | Angers S. C. O.                                                |                                                                         |
| 1967-68                                                        | A. S. Saint-Étienne                                            | O. G. C. Nice                                                  | F. C. Sochaux-Montbéliard                                      |                                                                         |
| 1968-69                                                        | A. S. Saint-Étienne                                            | F. C. Girondins de Bordeaux                                    | F. C. Metz                                                     |                                                                         |
| 1969-70                                                        | A. S. Saint-Étienne                                            | Olympique de Marseille                                         | R. C. Paris-Sedan                                              |                                                                         |
| 1970-71                                                        | Olympique de Marseille                                         | A. S. Saint-Étienne                                            | F. C. Nantes                                                   |                                                                         |
| 1971-72                                                        | Olympique de Marseille                                         | Nîmes O. F. C.                                                 | F. C. Sochaux-Montbéliard                                      |                                                                         |
| Campeonato de Francia de Fútbol Profesional Division 1         |                                                                |                                                                |                                                                |                                                                         |
| 1972-73                                                        | F. C. Nantes                                                   | O. G. C. Nice                                                  | Olympique de Marseille                                         |                                                                         |
| 1973-74                                                        | A. S. Saint-Étienne                                            | F. C. Nantes                                                   | Olympique Lyonnais                                             |                                                                         |
| 1974-75                                                        | A. S. Saint-Étienne                                            | Olympique de Marseille                                         | Olympique Lyonnais                                             |                                                                         |
| 1975-76                                                        | A. S. Saint-Étienne                                            | O. G. C. Nice                                                  | F. C. Sochaux-Montbéliard                                      |                                                                         |
| 1976-77                                                        | F. C. Nantes                                                   | R. C. Lens                                                     | S. C. Bastiais                                                 |                                                                         |
| 1977-78                                                        | A. S. Monaco F. C.                                             | F. C. Nantes                                                   | R. S. Strassburg                                               |                                                                         |
| 1978-79                                                        | R. S. Strassburg                                               | F. C. Nantes                                                   | A. S. Saint-Étienne                                            |                                                                         |
| 1979-80                                                        | F. C. Nantes                                                   | F. C. Sochaux-Montbéliard                                      | A. S. Saint-Étienne                                            |                                                                         |
| 1980-81                                                        | A. S. Saint-Étienne                                            | F. C. Nantes                                                   | F. C. Girondins de Bordeaux                                    |                                                                         |
| 1981-82                                                        | A. S. Monaco F. C.                                             | A. S. Saint-Étienne                                            | F. C. Sochaux-Montbéliard                                      |                                                                         |
| 1982-83                                                        | F. C. Nantes                                                   | F. C. Girondins de Bordeaux                                    | París Saint-Germain F. C.                                      |                                                                         |
| 1983-84                                                        | F. C. Girondins de Bordeaux                                    | A. S. Monaco F. C.                                             | A. J. Auxerroise                                               |                                                                         |
| 1984-85                                                        | F. C. Girondins de Bordeaux                                    | F. C. Nantes                                                   | A. S. Monaco F. C.                                             |                                                                         |
| 1985-86                                                        | París Saint-Germain F. C.                                      | F. C. Nantes                                                   | F. C. Girondins de Bordeaux                                    |                                                                         |
| 1986-87                                                        | F. C. Girondins de Bordeaux                                    | Olympique de Marseille                                         | Toulouse F. C.                                                 |                                                                         |
| 1987-88                                                        | A. S. Monaco F. C.                                             | F. C. Girondins de Bordeaux                                    | Montpellier La Paillade S. C.                                  |                                                                         |
| 1988-89                                                        | Olympique de Marseille                                         | París Saint-Germain F. C.                                      | A. S. Monaco F. C.                                             |                                                                         |
| 1989-90                                                        | Olympique de Marseille                                         | F. C. Girondins de Bordeaux                                    | A. S. Monaco F. C.                                             |                                                                         |
| 1990-91                                                        | Olympique de Marseille                                         | A. S. Monaco F. C.                                             | A. J. Auxerroise                                               |                                                                         |
| 1991-92                                                        | Olympique de Marseille                                         | A. S. Monaco F. C.                                             | París Saint-Germain F. C.                                      |                                                                         |
| 1992-93                                                        | —                                                              | París Saint-Germain F. C.                                      | A. S. Monaco F. C.                                             |                                                                         |
| 1993-94                                                        | París Saint-Germain F. C.                                      | Olympique de Marseille                                         | A. J. Auxerroise                                               |                                                                         |
| 1994-95                                                        | F. C. Nantes                                                   | Olympique Lyonnais                                             | París Saint-Germain F. C.                                      |                                                                         |
| 1995-96                                                        | A. J. Auxerroise                                               | París Saint-Germain F. C.                                      | A. S. Monaco F. C.                                             |                                                                         |
| 1996-97                                                        | A. S. Monaco F. C.                                             | París Saint-Germain F. C.                                      | F. C. Nantes                                                   |                                                                         |
| 1997-98                                                        | R. C. Lens                                                     | F. C. Metz                                                     | A. S. Monaco F. C.                                             |                                                                         |
| 1998-99                                                        | F. C. Girondins de Bordeaux                                    | Olympique de Marseille                                         | Olympique Lyonnais                                             |                                                                         |
| 1999-00                                                        | A. S. Monaco F. C.                                             | París Saint-Germain F. C.                                      | Olympique Lyonnais                                             |                                                                         |
| 2000-01                                                        | F. C. Nantes                                                   | Olympique Lyonnais                                             | Lille O. S. C.                                                 |                                                                         |
| 2001-02                                                        | Olympique Lyonnais                                             | R. C. Lens                                                     | A. J. Auxerroise                                               |                                                                         |
| Campeonato de Francia de Fútbol Profesional Ligue 1            |                                                                |                                                                |                                                                |                                                                         |
| 2002-03                                                        | Olympique Lyonnais                                             | A. S. Monaco F. C.                                             | Olympique de Marseille                                         |                                                                         |
| 2003-04                                                        | Olympique Lyonnais                                             | París Saint-Germain F. C.                                      | A. S. Monaco F. C.                                             |                                                                         |
| 2004-05                                                        | Olympique Lyonnais                                             | Lille O. S. C.                                                 | A. S. Monaco F. C.                                             |                                                                         |
| 2005-06                                                        | Olympique Lyonnais                                             | F. C. Girondins de Bordeaux                                    | Lille O. S. C.                                                 |                                                                         |
| 2006-07                                                        | Olympique Lyonnais                                             | Olympique de Marseille                                         | Toulouse F. C.                                                 |                                                                         |
| 2007-08                                                        | Olympique Lyonnais                                             | F. C. Girondins de Bordeaux                                    | Olympique de Marseille                                         | Récord de campeonatos consecutivos.                                     |
| 2008-09                                                        | F. C. Girondins de Bordeaux                                    | Olympique de Marseille                                         | Olympique Lyonnais                                             |                                                                         |
| 2009-10                                                        | Olympique de Marseille                                         | Olympique Lyonnais                                             | A. J. Auxerroise                                               |                                                                         |
| 2010-11                                                        | Lille O. S. C.                                                 | Olympique de Marseille                                         | Olympique Lyonnais                                             |                                                                         |
| 2011-12                                                        | Montpellier Hérault S. C.                                      | París Saint-Germain F. C.                                      | Lille O. S. C.                                                 |                                                                         |
| 2012-13                                                        | París Saint-Germain F. C.                                      | Olympique de Marseille                                         | Olympique Lyonnais                                             |                                                                         |
| 2013-14                                                        | París Saint-Germain F. C.                                      | A. S. Monaco F. C.                                             | Lille O. S. C.                                                 |                                                                         |
| 2014-15                                                        | París Saint-Germain F. C.                                      | Olympique Lyonnais                                             | A. S. Monaco F. C.                                             |                                                                         |
| 2015-16                                                        | París Saint-Germain F. C.                                      | Olympique Lyonnais                                             | A. S. Monaco F. C.                                             |                                                                         |
| 2016-17                                                        | A. S. Monaco F. C.                                             | París Saint-Germain F. C.                                      | O. G. C. Nice                                                  |                                                                         |
| 2017-18                                                        | París Saint-Germain F. C.                                      | A. S. Monaco F. C.                                             | Olympique Lyonnais                                             |                                                                         |
| 2018-19                                                        | París Saint-Germain F. C.                                      | Lille O. S. C.                                                 | Olympique Lyonnais                                             |                                                                         |
| 2019-20                                                        | París Saint-Germain F. C.                                      | Olympique de Marseille                                         | Stade Rennais                                                  | Campeón por promedio tras decisión gubernamental de cancelar el torneo. |
| 2020-21                                                        | Lille O. S. C.                                                 | París Saint-Germain F. C.                                      | A. S. Monaco F. C.                                             |                                                                         |
| 2021-22                                                        | París Saint-Germain F. C.                                      | Olympique de Marseille                                         | A. S. Monaco F. C.                                             |                                                                         |
| 2022-23                                                        | París Saint-Germain F. C.                                      | R. C. Lens                                                     | Olympique de Marseille                                         |                                                                         |
| 2023-24                                                        | Paris Saint-Germain F. C.                                      | A. S. Mónaco F. C.                                             | Stade Brestois                                                 |                                                                         |
| 2024-25                                                        | Paris Saint-Germain F. C.                                      | Olympique de Marseille                                         | A. S. Mónaco F. C.                                             | Récord de títulos.                                                      |

### Palmarés
| Club                        | Títulos | Sub. | Años de los campeonatos                                                                                             | Años de los subcampeonatos |
| --------------------------- | ------- | ---- | --- | --- |
| Paris Saint-Germain F. C.   | 13      | 9    | 1985-86, 1993-94, 2012-13, 2013-14, 2014-15, 2015-16, 2017-18, 2018-19, 2019-20, 2021-22, 2022-23, 2023-24, 2024-25 | 1988-89, 1992-93, 1995-96, 1996-97, 1999-2000, 2003-04, 2011-12, 2016-17, 2020-21                                                     |
| Olympique de Marsella       | 10      | 15   | 1928-29, 1936-37, 1947-48, 1970-71, 1971-72, 1988-89, 1989-90, 1990-91, 1991-92, 2009-10                            | 1918-19, 1937-38, 1938-39, 1969-70, 1974-75, 1986-87, 1993-94, 1998-99, 2006-07, 2008-09, 2010-11, 2012-13, 2019-20, 2021-22, 2024-25 |
| A. S. Saint-Étienne         | 10      | 3    | 1956-57, 1963-64, 1966-67, 1967-68, 1968-69, 1969-70, 1973-74, 1974-75, 1975-76, 1980-81                            | 1945-46, 1970-71, 1981-82 |
| F. C. Nantes                | 8       | 7    | 1964-65, 1965-66, 1972-73, 1976-77, 1979-80, 1982-83, 1994-95, 2000-01                                              | 1966-67, 1973-74, 1977-78, 1978-79, 1980-81, 1984-85, 1985-86                                                                         |
| A. S. Monaco                | 8       | 8    | 1960-61, 1962-63, 1977-78, 1981-82, 1987-88, 1996-97, 1999-00, 2016-17                                              | 1963-64, 1983-84, 1990-91, 1991-92, 2002-03, 2013-14, 2017-18, 2023-24                                                                |
| Olympique de Lyon           | 7       | 5    | 2001-02, 2002-03, 2003-04, 2004-05, 2005-06, 2006-07, 2007-08                                                       | 1994-95, 2000-01, 2009-10, 2014-15, 2015-16                                                                                           |
| F. C. Girondins de Bordeaux | 6       | 9    | 1949-50, 1983-84, 1984-85, 1986-87, 1998-99, 2008-09                                                                | 1951-52, 1946-45, 1965-66, 1968-69, 1982-83, 1987-88, 1989-90, 2005-06, 2007-08                                                       |
| Stade de Reims              | 6       | 3    | 1948-49, 1952-53, 1954-55, 1957-58, 1959-60, 1961-62                                                                | 1946-47, 1953-54, 1962-63 |
| R. C. Roubaix †             | 5       | 2    | 1901-02, 1902-03, 1903-04, 1905-06, 1907-08                                                                         | 1904-05, 1906-07 |
| Standard Athletic Club      | 5       | -    | 1893-94, 1894-95, 1896-97, 1897-98, 1900-01                                                                         | |
| Lille O. S. C.              | 4       | 7    | 1945-46, 1953-54, 2010-11, 2020-21                                                                                  | 1935-36, 1947-48, 1948-49, 1949-50, 1950-51, 2004-05, 2018-19                                                                         |
| O. G. C. Nice               | 4       | 3    | 1950-51, 1951-52, 1955-56, 1958-59                                                                                  | 1967-68, 1972-73, 1975-76 |
| Stade Helvétique Marseille  | 3       | 1    | 1908-09, 1910-11, 1912-13                                                                                           | 1909-10 |
| Le Havre A. C.              | 3       | 1    | 1898-99, 1899-00, 1918-19                                                                                           | 1900-01 |
| Racing Paris                | 2       | 7    | 1906-07, 1935-36 | 1901-02, 1902-03, 1905-06, 1907-08, 1910-11, 1960-61, 1961-62                                                                         |
| F. C. Sochaux-Montbéliard   | 2       | 3    | 1934-35, 1937-38 | 1936-37, 1952-53, 1979-80 |
| F. C. Sète                  | 2       | 1    | 1933-34, 1938-39 | 1913-14 |
| Olympique Lillois †         | 2       | -    | 1913-14, 1932-33 | |
| Club Français Paris         | 1       | 5    | 1895-96 | 1897-98, 1898-99, 1899-1900, 1928-29, 2022-23                                                                                         |
| R. C. Lens                  | 1       | 4    | 1997-98 | 1955-56, 1956-57, 1976-77, 2001-02 |
| C. A. Paris                 | 1       | 2    | 1926-27 | 1905-06, 1908-09 |
| US Tourcoing                | 1       | 1    | 1909-10 | 1927-28 |
| R. C. Estrasburgo           | 1       | 1    | 1978-79 | 1934-35 |
| Gallia Club Paris †         | 1       | -    | 1904-05 | |
| Stade Saint-Raphaël         | 1       | -    | 1911-12 | |
| Stade Français Paris FC †   | 1       | -    | 1927-28 | |
| C. O. Roubaix-Tourcoing     | 1       | -    | 1946-47 | |
| A. J. Auxerre               | 1       | -    | 1995-96 | |
| Montpellier Hérault S. C.   | 1       | -    | 2011-12 | |
| The White Rovers            | -       | 4    | | 1893-94, 1894-95, 1895-96, 1896-97 |
| Nîmes Olympique             | -       | 4    | | 1957-58, 1958-59, 1959-60, 1971-72 |
| U. S. Suisse Paris          | -       | 1    | | 1903-04 |
| AS Française                | -       | 1    | | 1911-12 |
| F. C. Rouen                 | -       | 1    | | 1912-13 |
| Amiens S. C.                | -       | 1    | | 1926-27 |
| A. S. Cannes                | -       | 1    | | 1932-33 |
| S. C. Fives                 | -       | 1    | | 1933-34 |
| Toulouse F. C.              | -       | 1    | | 1954-55 |
| F. C. Metz                  | -       | 1    | | 1997-98 |

- † Equipo desaparecido.